# Les Verres enchantés
Les Verres enchantés és una pel·lícula muda francesa en blanc i negre dirigida per Segundo de Chomón i estrenada el 1907. Julienne Mathieu és la intèrpret principal. Dura 3 minuts.

## Sinopsi
Un diable convoca una maga. Aquesta treu sis ballarins d'una capa i després els esborra amb el mateix procés. Ella els fa reaparèixer sobre pedestals i immediatament els liqua en una gran gerra.
El mag omple cinc gots amb el líquid així obtingut: de seguida el reflex de cadascun dels ballarins pren forma al got. Aleshores s'omple d'un altre líquid: de seguida desapareix el reflex dels ballarins.
La maga se'n va finalment, substituïda pel diable que, després d'algunes pallassades, desapareix.

## Repartiment
- Julienne Mathieu: la maga
- Un diable
- Sis dansaires